# Боевский, Галабин
Галабин Пепов Боевски (болг. Гълъбин Пепов Боевски, (19 декабря 1974, Кнежа, Болгария) — болгарский спортсмен-тяжелоатлет, Олимпийский чемпион 2000 года, двукратный чемпион мира, трёхкратный чемпион Европы, установил 6 мировых рекордов.

## Спортивная биография
Боевски стал чемпион Олимпийских Игр 2000 г. в Сиднее (69 кг) с результатами 162.5 и 196.5 кг.
Был пойман и дисквалифицирован за допинг (на 8 лет) перед Чемпионатом Мира 2003 года.

### Кокаин
В октябре 2011 года Боевски был арестован в международном аэропорту Сан-Паулу вместе со своей дочерью, теннисисткой Сарой. В двух её спортивных сумках было обнаружено 9 килограммов кокаина. В мае 2012 года Галабина признали виновным по обвинению в транспортировке наркотиков и приговорили к 9 годам и 4 месяцам колонии.
В октябре 2013, однако, экс-чемпион неожиданно вернулся в Болгарию. Как выяснилось, он был освобожден ещё в марте. Тем не менее в МИД Болгарии узнали об этом лишь по прибытии Боевски в аэропорт Софии.

### Книга
В конце декабря 2013 года в Болгарии вышла биографическая книга с мемуарами двукратного чемпиона мира, чемпиона Олимпийских игр 2000 года по тяжелой атлетике Галабина Боевски — «Белый пленник. Тайная история Галабина Боевски». «Я должен подняться, — подумал Галабин, — я олимпийский чемпион, а не мул!» Эти слова вынесены автором книги Огняном Георгиевым в преамбулу книги. Книга, состоящая из 152 страниц, издана и распространяется болгарским издательством «Труд».